# سو باركر
سو باركر (بالإنجليزية: Sue Barker)‏ مواليد 19 أبريل 1956 في ديفون، إنجلترا، هي لاعبة كرة مضرب بريطانية سابقة بدأت مسيرتها كمحترفة سنة 1973 وكانت تلعب باليد اليمنى، اعتزلت اللعب في 1984. كما أنها إحدى بطلات الجراند سلام. أعلى تصنيف لها في الفردي كان المركز الـ 3 في سنة 1977.

## بطولات حققتها
- دورة رولان غاروس الدولية

## النهائيات

### نهائيات البطولات الكبرى

#### الفردي: 1 (الألقاب 1, الوصافة 0)
| الحصيلة | السنة | البطولة        | الأرضية | المنافس         | النتيجة       |
| ------- | ----- | -------------- | ------- | --------------- | ------------- |
| الفوز   | 1976  | فرنسا المفتوحة | ترابية  | ريناتا تومانوفا | 6–2, 0–6, 6–2 |

### نهائيات بطولات نهاية العام

#### الفردي: 1 (الألقاب 0, 1 الوصافة)
| الحصيلة | السنة | المكان  | الأرضية | المنافس    | النتيجة       |
| ------- | ----- | ------- | ------- | ---------- | ------------- |
| الوصافة | 1977  | نيويورك | سجاد    | كريس إيفرت | 2–6, 6–1, 6–1 |

## روابط خارجية
- سو باركر على موقع IMDb (الإنجليزية)
- سو باركر على موقع قاعدة بيانات الفيلم (الإنجليزية)
- سو باركر على موقع رابطة محترفات التنس (الإنجليزية)
- سو باركر على موقع الاتحاد الدولي لكرة المضرب (الإنجليزية)
- سو باركر على موقع كأس بيلي جين كينغ (الإنجليزية)
- سو باركر على موقع خلاصة التنس.كوم (الإنجليزية)